# Perk. Simarpinggan
Perk. Simarpinggan is een bestuurslaag in het regentschap Tapanuli Selatan van de provincie Noord-Sumatra, Indonesië. Perk. Simarpinggan telt 1107 inwoners (volkstelling 2010).